# Semarapura Kauh
Semarapura Kauh is een bestuurslaag in het regentschap Klungkung van de provincie Bali, Indonesië. Semarapura Kauh telt 2107 inwoners (volkstelling 2010).